# Franz Joseph Hermann
Franz Joseph Hermann (Kempten, 1738 – 1806) è stato un pittore tedesco.
Nel 1771 cominciò a dipingere la cupola della chiesa di Wiggensbach, che concluse nel 1777 per poi dedicarsi (dal 1789) a quella di Reicholzried.